# Шалга (приток Патры)
Шалга — река в России, протекает в Пошехонском и Первомайском районах Ярославской области. Исток реки находится около деревни Новинка. В верховьях протекает мимо близко расположенных деревень Новинка, Данилов Починок, Пеньково. Далее на юго-запад по лесной местности. Устье реки находится в 14 км по правому берегу реки Патры. Длина реки — 10 км.

## Данные водного реестра
По данным государственного водного реестра России относится к Верхневолжскому бассейновому округу, водохозяйственный участок реки — Рыбинское водохранилище до Рыбинского гидроузла и впадающие в него реки, без рек Молога, Суда и Шексна от истока до Шекснинского гидроузла, речной подбассейн реки — Реки бассейна Рыбинского водохранилища. Речной бассейн реки — (Верхняя) Волга до Куйбышевского водохранилища (без бассейна Оки).
По данным геоинформационной системы водохозяйственного районирования территории РФ, подготовленной Федеральным агентством водных ресурсов:
- Код водного объекта в государственном водном реестре — 08010200412110000009991
- Код по гидрологической изученности (ГИ) — 110000999
- Код бассейна — 08.01.02.004
- Номер тома по ГИ — 10
- Выпуск по ГИ — 0